# Didier Berthet

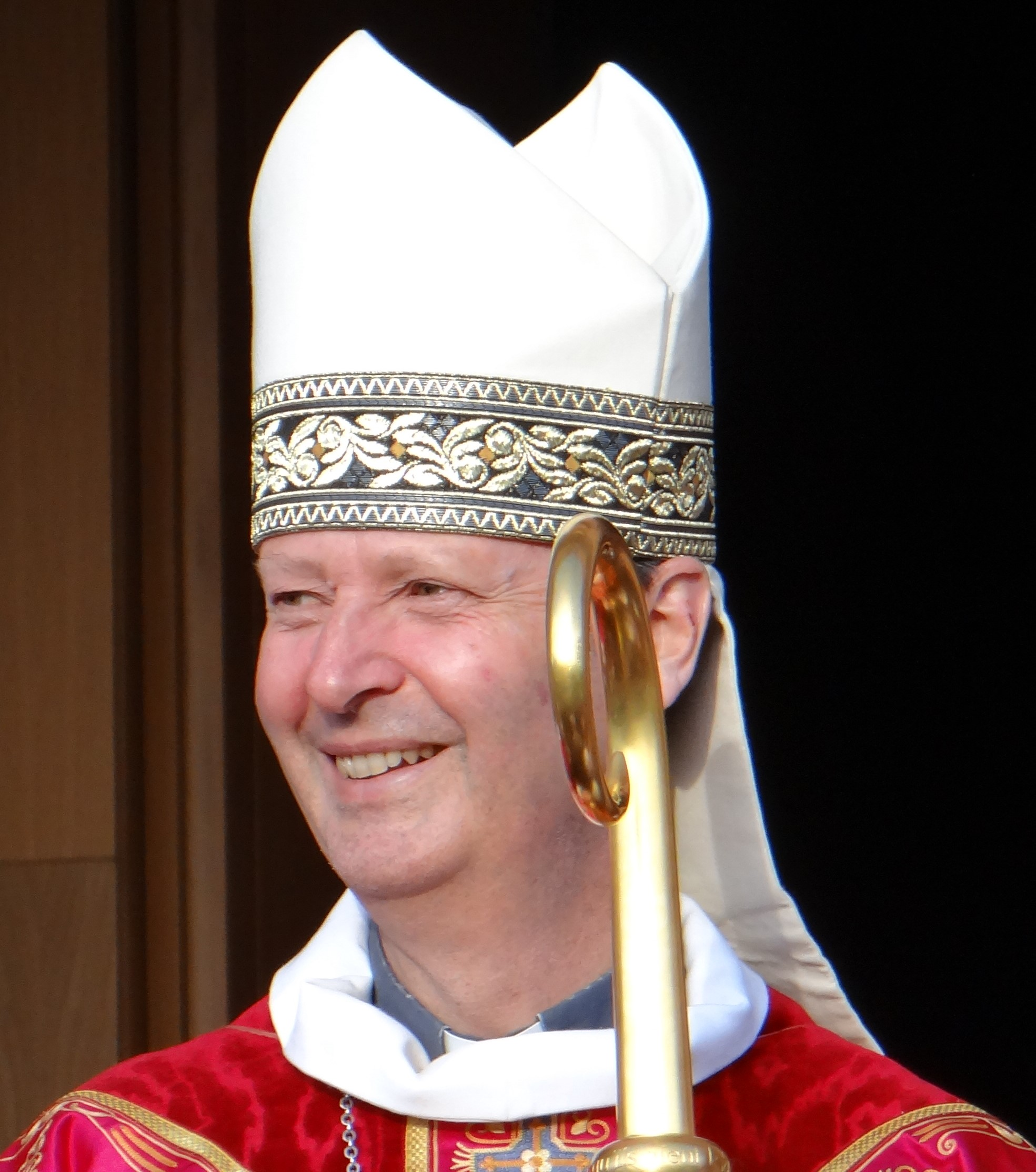
Didier Berthet, 2019

Didier Norman Raymond Berthet (* 11. Juni 1962 in Boulogne-Billancourt, Département Hauts-de-Seine, Frankreich; † 8. September 2023 in Saint-Dizier) war ein französischer Geistlicher und römisch-katholischer Bischof von Saint-Dié.

## Leben
Didier Berthet wurde als Sohn eines katholischen Vaters und einer protestantischen Mutter zunächst in der Reformierten Kirche von Frankreich getauft und konvertierte im Alter von 21 Jahren zur römisch-katholischen Kirche. Er studierte nach dem Abschluss der Oberschule zunächst am Institut d’études politiques de Paris und trat dann in das Priesterseminar ein. Er wurde zum Studium am Päpstlichen Französischen Priesterseminar und der Päpstlichen Universität Gregoriana in Rom entsandt, wo er einen Abschluss in Kanonischem Recht erwarb. Am 27. Juni 1992 empfing er die Priesterweihe für das Bistum Nanterre.
Nach verschiedenen Aufgaben in der Pfarrseelsorge war er von 2003 bis 2006 Bischofsvikar für den Südteil des Bistums Nanterre. Anschließend war er Kanzler der Diözesankurie und gleichzeitig Ausbilder am interdiözesanen Priesterseminar Saint Sulpice in Issy-les-Moulineaux, dessen Regens er im Jahr 2007 wurde.
Papst Franziskus ernannte ihn am 15. Juni 2016 zum Bischof von Saint-Dié. Die Bischofsweihe spendete ihm der Erzbischof von Besançon, Jean-Luc Bouilleret, am 4. September 2016. Mitkonsekratoren waren der Bischof von Nanterre, Michel Aupetit, und sein Amtsvorgänger Jean-Paul Mathieu.
Nachdem Berthet im April 2022 bekanntgegeben hatte, sich wegen gesundheitlicher Probleme für einige Zeit zurückzuziehen, stellte ihm Papst Franziskus am 5. September desselben Jahres mit dem Bischof von Belfort-Montbéliard, Denis Jachiet, einen Apostolischen Administrator sede plena zur Seite, der damit die Jurisdiktion über das Bistum ausübte. Mit dem 26. Februar 2023 erlosch Jachiets Administratur.
Didier Berthet erlag am 8. September 2023 im Alter von 61 Jahren den Folgen einer Krebserkrankung.